# Xanthorhoe wiltshirei
Xanthorhoe wiltshirei là một loài bướm đêm trong họ Geometridae.